# Jolana Kovalčíková
Jolana Kovalčíková (2. srpna 1914– ???) byla slovenská a československá politička Komunistické strany Slovenska a poúnorová poslankyně Národního shromáždění ČSR.

## Biografie
Ve volbách roku 1954 byla zvolena za KSS do Národního shromáždění ve volebním obvodu Ružomberok. V parlamentu setrvala až do konce funkčního období, tedy do voleb roku 1960. K roku 1954 se profesně uvádí jako dělnice v Bavlnářských závodech V. I. Lenina v obci Rybárpole.